# Strzygowska Kolonia
Strzygowska Kolonia – kolonia w Polsce położona w województwie kujawsko-pomorskim, w powiecie włocławskim, w gminie Chodecz.
W latach 1975–1998 miejscowość należała administracyjnie do województwa włocławskiego.